# Kolera
Kolera er en smitsom mave-tarm-sygdom, som inden for få dage kan give voldsom diarré, hvorved man kan miste op til 24 liter væske i døgnet.
Sygdommen skyldes smitte af Vibrio cholerae, der er en vandbåren bakterie, som inficerer cellerne i tarmvæggen, sådan at disse udskiller væske og elektrolytter. Den tyske læge Robert Koch er kendt for sit arbejde, som i 1883 ledte til opdagelsen af Vibrio cholera. Ved studier af flere patienters tarme fandt han tarmene rødlige, og ved nærmere studier af udsnit af tarmene under mikroskop kunne han konkludere, at sygdommen var fremkaldt af bakterien.

## Etymologi
Kolera er ligesom "kulret" og "kuller"  afledt af græsk chole (= galde; syge folks afføring har næsten samme farve som galde):161 ) eller sat i forbindelse med cholades (= indvolde)  eller cholēdra (= rendesten).

## Behandling

### Før 1883
Før opdagelsen af Vibrio cholerae famlede man i blinde. Læger, præster og myndigheder prøvede at forebygge og helbrede ondet på en række måder alt efter den formodede årsag til sygdommen.
I New York City, 1832, kom myndighederne med en opfordring til borgerne om at rengøre deres hjem og gårdspladser,:23  og gaderne blev støet med ulæsket kalk.:22  Skibe med immigranter til byen kom i karantæne på havet, men flere nåede alligevel i land og flygtede gennem militsens afspærringer.:24  Mange indbyggere forlod byens uhumske gader med både løstgående svin, geder og hunde til fordel for landlivets friske luft og bragte sygdommen videre ud.:28 
For at rense luften for sygdoms-kim brændte man tjære eller harpiks af.:32  Apotekerne solgte laudanum, opium og kamfer mod kolera, så prisen på kamfer steg til det dobbelte.:22  Plastre med f.eks. cayennepeber, kalomel, ammoniak, pebermynte eller sennep blev anbefalet som en kur:128  til at lindre de ramtes svære kramper i især lægmusklerne.:126 
For at holde sygdommen fra livet fastede og bad de troende i New Yorks kirker den 29. juni.:23  Mere drastisk blev mistænkte smittebærere i Chester, Pennsylvania, angiveligt myrdet, så de ikke kunne smitte resten af byen. En postvogn fra det koleraramte Detroit, Michigan, blev mødt med kugler fra militsen i Ypsilanti.:37 

### Efter 1883
Eneste behandling er at give rigeligt med væske iblandet salt og sukker. På trods af denne nemme behandling dør der ca. 120.000 om året af kolera. Koleraepidemier forekommer typisk i Indien og Sydamerika, og i områder med dårlig sanitering.

## Vaccination
Der forefindes vaccine mod kolera. I dag anvendes en vaccine bestående af dræbte kolerabakterier og et genmodificeret koleratoxin (kolera-gift), der indtages oralt.

## Historie
Hippokrates og Galen beskrev en sygdom med udtørrende diaré, som meget vel kan have været kolera. En koleralignende sygdom ser også ud til at have være kendt ved Ganges siden antikken.  Marcus Cornelius Fronto, der var lærer for kejser Marcus Aurelius (120-181), skrev til sin elev: "Så hårdt blev jeg rammet af kolera, at jeg tabte stemmen, begyndte at gispe og havde svært ved at trække vejret. Til sidst svigtede også mine blodårer, og uden puls kunne jeg knapt holde mig ved bevidsthed...Ikke før om aftenen fik jeg nogle krummer, dynket i vin, i mig. Min stemme genvandt jeg først efter tre dage...Nu er jeg, ved de hjælpende guder, rask og frisk."  Kolera som epidemi blev beskrevet i 1563 af Garcia del Huerto, en portugisisk læge i Goa. 

### De første dokumenterede pandemier
Syv dokumenterede kolera-pandemier udsprang alle fra egne omkring Ganges.:161  Den første startede i 1817 og spredte sig fra Bengalen til det sydøstlige Asien, Mellemøsten, Europa og Østafrika. De næste pandemi-forløb varede fra 1826-1837, fra 1846-1860 og fra 1863-1875.:168  Det følgende århundrede ramtes flere verdensdele successivt af kolera fra 1911 og 1961; navnlig fattige nationer led under disse pandemier.:123 
Pandemi nummer 2 var den første, der nåede Canada og USA i sommeren 1832 via emigranter med skip fra et koleraramt Europa.:23  Sygdommen nåede alle større byer i USA, undtagen Boston og Charleston. New Yorks læger kunne blive mødt med fysisk vold, når de prøvede at føre kolera-diagnosticerede folk til et af byens nye kolera-hospitaler, som patientens pårørende anså for at være det mest sikre sted virkelig at blive smittet og dø af sygdommen.:33  I New Orleans mistede 5.000 livet.:37 

### John Snows gennembrud
Den engelske læge John Snow fik ikke overbevist andre læger om, at kolera skyldtes forurenet drikkevand, før en mor vaskede sit spædbarns ble i en brønd i Soho i august 1854, og derved startede en epidemi, der tog livet af 616 mennesker.  Dr. Snow delte ikke samtidens overbevisning om, at kolera skyldtes dårlig luft. Efter omhyggelige undersøgelser kunne han spore udbruddet i Soho tilbage til en vandpumpe i Broad (nu Broadwick) Street som smittekilde. Dr. Snow fik fjernet pumpens håndtag, og straks aftog epidemien. 

### Kolera i Europa
Den tredje koleraepidemi i Europa, og den sidste der ramte Danmark, varede fra 1848 til 1861. Kolera optrådte for første gang i Danmark i 1848, hvor ganske få blev smittet i Dragør, så nogen epidemi var der ikke tale om. Den første større epidemi udbrød i 1850 i Bandholm på Lolland, hvor Peter Ludvig Panum havde ansvaret for at holde epidemien nede. Der blev konstateret 28 tilfælde, hvoraf 15 døde. 
Som følge af dårlige hygiejniske forhold opstod atter en epidemi i 1853, hvor København blev ramt af et større udbrud. Koleraepidemien i København kostede ca. 5.000 menneskeliv, og spredte sig endvidere fra hovedstaden til en række byer i provinsen, hvor der også konstateredes adskillige dødsfald.
Siden 1923 har der ikke været flere epidemier i Europa.

### Kolera i USA, 1849 og 1866
USA blev igen ramt af koleraepidemier i 1849 og 1866 (pandemierne nummer 3 og 4).:168 
I sommeren 1849 døde der alene i St. Louis mindst 4.557 af byens lidt over 60.000 borgere.:102  New York mistede 5.017 indbyggere til den samme epidemi. Mormoner, guldgravere og andre emigranter på Oregon Trail bragte sygdommen ind på prærien, hvor cheyenner, kiowaer og andre indfødte folk døde i hundredevis. Pawnee stammen med byer tæt på emigrantruten i Nebraska mistede 950 kvinder og børn samt 250 mænd.:322 
I 1866 bidrog nationens tekniske fremskridt med udbyggede jernbanenet og flodgående hjuldampere til en hurtig spredning af sygdommen.:36  Kolera-epidemien brød ud i New York City på østkysten den 2. maj, og i løbet af mindre end otte måneder befordrede forskellige rejsende Vibrio cholerae til San Francisco på vestkysten.:169 

## Eksternt link
- Portrætter af verdens 12 farligste bakterier